# 聯國學校
聯國學校（英文：The School of the Nations，葡文：Escola das Nações）於1988年在澳門創辦，是一所以巴哈伊教義為基礎的教育機構，提供學前教育、小學教育預備班、小學及中學六年教育的私立學校。學校曾擁有兩個中小型校舍，分別位於澳門友誼大馬路及高美士街。現今唯一校舍位於氹仔米尼奧街。學校的擁有者是澳門巴哈伊組織旗下的巴迪基金會（英：Badi Foundation）。
聯國學校現在擁有700名餘學生（從幼稚園到高中），而從那700名學生之中，有大約百分之八十是本地（澳門）和中國大陸，而其餘百分之二十是外國人（即外籍人士）。因為澳門的工作吸引了很多外籍人士，聯國學校一直是他們選擇讓子女就讀的學校。
因為聯國是一個國際學校，教學語言主要是英語和中文，教師來自世界各地的國家，包括澳門、中國大陸、美國、英國、澳大利亞等。

## 歷史

#### 建立：
聯國學校是1988年開辦的，因為一些澳門本地人和當時澳葡政府的支持，在友誼大馬路成和閣開設一間幼稚園，當時只有5名學生，全部是幼稚園裡的學生。因為當時澳門的經濟發展進步神速，很多本地人看見了在澳門根本沒有經營國際學校，而令到外國人常常不能跟澳門人交流，藉此，聯國學校被創建了。

#### 早期發展：
到1989/1990學年，聯國學校的人數已經超越了友誼大馬路成和閣可以承載的數量。而因為聯國學校的教育方式比傳統學校不同，然而，新入學的需求繼續上升。聯國學校每年增加的學生已經擠滿了城和閣的課室，聯國不得不以要找新校址來成立校舍，經過學校的緊急討論，聯國學校會從城和閣的基礎，增加一間校舍，這間校舍位於高美士街的利新大廈的四樓來容納200多名學生。
在這期間，聯國的容納人數從1989/1990學年的100名，增加到1990/1991學年的200名（百分百增長）。
雖然聯國學校有兩個校舍，但因為在1991/1992學年和1992/1993學年，入學人數分別增長了35%和29%，又重新帶來了校舍爆滿的問題。因此，聯國學校在1994年開始借用商業場地來興建校舍和課室。

### 1997年亞洲金融風暴：
在1997年時，亞洲承受了一個史無前例的金融風暴，讓聯國學校的入學率從高位下滑。為了挽救學校，聯國的選擇是歸還任何商業場地（從94年開始的租借）和限制入學的人數。直到2008年，聯國一直把學生人數限制到260人。

### 新校舍：
一直到2008年，聯國學校的校舍一直還在城和閣和利新大廈裡。2006年，澳門政府轄下的教青局（現在為教青及青年發展局）主任蘇朝暉跟聯國學校討論後，決定給聯國在氹仔米尼奧街（即菩提禪院和濠景花園附近）一塊面積在2500平方米（約0.25公頃）的地來興建新的校舍。當時校長Saba Payman和蘇朝暉說自己“打算把這塊地用來建新的校舍”。而新校舍在2008年開始接受入學，而舊澳門校舍就被關閉。
聯國學校的新校舍帶來了600多餘學生來聯國就讀，也帶來了本地和海外100多名教師在聯國工作。
在2009年，校長Saba Payman離任，而校長的工作沒有人接管，直到一名叫吳威克（Vivek Nair）的老師，願意接受Payman的職位。雖然一開始時吳威克不想替任校長的職位，但跟隨著時間，他最後接替了校長的職位。
在2019年，聯國將近30週年。

## 校舍
因為當時澳門土地非常有限，聯國的校舍是在改造過的住宅裡。老師教的課室通常在小單位裡。聯國的體育課也通常在附近的體育場地裡舉辦，像足球、籃球等體育主題全都在體育局轄下的場地裡上課。而學校的會議和集體活動會在澳門文化中心裡舉辦。在2006年，這改變了，澳門教青局給了一塊氹仔的土地，面積為2500平方米（約27000平方英尺）和一些資金來興建新校舍。現在的聯國學校是位於當時政府給的土地上（米尼奧街）。
現在學校的校舍有七個樓層（包括地下和天台）
- 大堂——接待處，一個小吃店，一個圖書館，和幼稚園（K1）課室。
- 一樓——有一個飯堂和其餘幼稚園課室（K2和K3）
- 二樓——全是小學部門的課室和一個STEAM課室
- 三樓——是初中部門的課室，也有一個科學實驗室，和聯國學校的藝術部門（兩個音樂教室（一大一小），一個演藝工作室，兩個藝術室（一個給小學，另外一個是初中和中學用的）
- 四樓——是高中部門的課室，有一個IB休息室，一個禮堂，和兩個實驗室
- 五樓——是學校的體育館
- 六樓和七樓——是學校的戶外場地，可以做體育課或休閒活動

## 課程
在聯國學校，學生們的個性發展是學校這麼多年來最重視的項目。他們相信每一個學生要致力成為一名能追求真理，卓越，自我了解，推動團結，中庸之道，奉行道德標準者，為全世界著想者，參與和承諾為社會行動者。
聯國表面是使用了兩部分命名系統（即小學和中學）來分辨學生，但深入他們是用了三部分命名系統（即小學，初中（小六到中二）和高中）來照顧每一個學生的需要。

### 課程（小學到初中）
在聯國，小學一直到初中都是一樣的科目，他們為：
- 英文（包括文學）
- 中文（普通話）
- 人文和地理（但在中一和中二時拆開為歷史和地理）
- 計算機科學（在中二之前是信息通信技術（ICT））
- 科學（生物，物理，化學）
- 數學
- 體育
- 音樂
- 視覺藝術
- 演藝
- METL （只有小六到中二（品格課程））

聯國的品格訓練課程於1997年獲澳門教青局的課程獎（創新一等獎）和國際學校全球社區服務項目榮獲三等獎。

### IGCSE課程（中三到中四）
聯國學校是澳門第一個獲得劍橋國際中學教育普通証書（IGCSE）的學校。聯國是在1994年拿到這個榮耀的，而在IGCSE的幫助下，很多聯國的學生可以輕鬆考國際文憑，普通教育高級程度證書等。聯國提供的科目為：
- 生物（IGCSE代號：0610）[9]（可選）
- 物理 （IGCSE代號：0625）[9]（必選）
- 化學 （IGCSE代號：0620）[9]（必選）
- 經濟（IGCSE代號：0455）[9] （可選）
- 英文——第一語言 （IGCSE代號：0522）[9] （必選其中一個英文）
- 英文——文學 （IGCSE代號：0486）[9]（必選其中一個英文）
- 中文——第一語言 （IGCSE代號：0509）[9]（必選其中一個中文）
- 中文——第二語言 （IGCSE代號：0523）[9]（必選其中一個中文）
- 中文——外語 （IGCSE代號：0547）[9]（必選其中一個中文）
- 計算機科學 （IGCSE代號：0478）[9]（可選）
- 信息通信技術 （IGCSE代號：0417）[9]（可選）
- 數學 （IGCSE代號：0580）[9]（必選）
- 附加數學 （IGCSE代號：0606）[9]（可選）
- 全球視野 （簡稱：GP）（IGCSE代號：0457）[9]（必選）
- 演藝 （IGCSE代號：0411）[9]（可選）
- 藝術 （IGCSE代號：0400）[9]（可選）
- 音樂 （IGCSE代號：0410）[9]（可選）

IGCSE演藝課程只有澳門聯國學校提供。
在中二到中三時的過渡期，每一名學生必須進修一些科目（上面已標示必選和加粗），也可以選擇進修一些科目。可以選的是：
- 藝術科目中的演藝，音樂，藝術（其中一個）
- 經濟和生物（其中一個）
- 信息通信技術和計算機科學（也是選一個）

在中四，學生們可以選擇繼續溫習和參與自選的藝術科目，或者溫習和參與全球視野的考試。
聯國在IGCSE的平均成績是A，大部分人也獲得A/A*的成績。

### 國際文憑
國際文憑大學預科課程，俗稱國際文憑，是一個針對16-19歲的學生的課程。每一個來聯國的中五和中六學生是自動參加課程。
在澳門，只有兩個學校有這個榮耀，除了聯國，另外一個是澳門國際學校。
聯國提供的課程在以下：
第一組：語言文學研究：
- 英文——語言和文學（HL/SL) [11]

第二組：語言習得：
- 中文B（HL/SL）[12]
- 普通話（從頭開始）SL [12]

第三組：個人和社會
- 商業管理（HL/SL）[11]
- 心理學（HL/SL）[11]

第四組：科學（實驗）
- 生物（HL/SL）[11]
- 物理（HL/SL）[11]
- 化學（HL/SL）[11]

第五組：數學
- 數學（HL/SL）[11]
- 數學分析（HL/SL）[11]

第六組：藝術
- 視覺藝術（HL/SL）[11]
- 音樂（HL/SL）[11]

## 學校體育的成績
2017年，聯國學校於男子B組學界足球決賽以1:0比分擊敗粵華中學，獲得該年度的男子B組冠軍。
2019年，聯國學校於男子A組學界足球季軍賽以3:1比分擊敗慈幼中學，獲得該年度的男子A組季軍。